# Crystal (langage de programmation)
Pour les articles homonymes, voir Crystal.
Crystal est un langage de programmation orienté objet conçu et développé par Ary Borenszweig et Juan Wajnerman, ainsi que par plus de 500 contributeurs listés. Crystal est développé de manière open-source sous licence Apache 2.0 et sa syntaxe est inspirée par Ruby. Le type des variables et arguments est vérifié statiquement sans qu'il soit nécessaire de le préciser dans le code.

## Historique
Le travail sur le langage a commencé en juin 2011, avec pour objectif de créer un langage ayant l'élégance et la productivité de Ruby et la vitesse, l'efficacité et la sécurité du typage statique d'un langage compilé,. Initialement appelé Joy, le projet a été rapidement renommé en Crystal.
Le compilateur de Crystal a d'abord été écrit en Ruby, mais a été réécrit plus tard en Crystal devenant ainsi un langage auto-hébergé à partir de 2013. La première version officielle est sortie en juin 2014,. Et en juillet 2016, Crystal a rejoint l'index TIOBE.

## Description
Bien qu'il ressemble au langage Ruby dans sa syntaxe, Crystal se compile en un code natif beaucoup plus efficace en utilisant un backend LLVM. Le prix à payer pour cela est l'interdiction d'utiliser les aspects dynamiques de Ruby. De récents tests de performance ont démontré que Crystal a une performance largement similaire à celle du C pour une vaste étendue de tâches de calculs,,. Le langage a automatisé le ramassage de miettes et offre actuellement un collecteur de Boehm. Crystal possède un système de macros, supporte la généricité et la surcharge d'opérateurs.

## Exemples

### Hello World
Voici la manière la plus simple d'écrire un "Hello World" en Crystal:
```
puts
 
"Hello World!"

```

Ou en utilisant un style de programmation orientée objet:
```
class
 
Greeter

  
def
 
initialize
(
name
)

    
@name
 
=
 
name
.
capitalize

  
end

  
def
 
salute

    
puts
 
"Hello 
#{
@name
}
!"

  
end

end

g
 
=
 
Greeter
.
new
(
"world"
)

g
.
salute

```

### Serveur HTTP
```
# A very basic HTTP server

require
 
"http/server"

server
 
=
 
HTTP
::
Server
.
new
 
do
 
|
context
|

  
context
.
response
.
content_type
 
=
 
"text/plain"

  
context
.
response
.
print
 
"Hello world, got 
#{
context
.
request
.
path
}
!"

end

puts
 
"Listening on http://127.0.0.1:8080"

server
.
listen
(
8080
)

```